# Van Deemtervergelijking

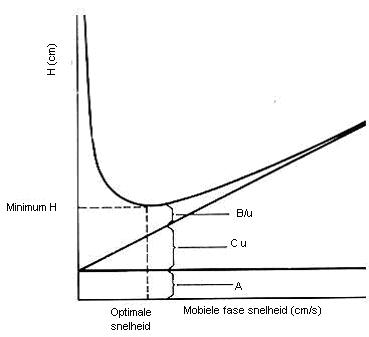
Van Deemterplot

De Van Deemter-vergelijking is een vergelijking die gebruikt wordt bij chromatografie om een verband te leggen tussen de elutiesnelheid en de schotelhoogte voor een kolom. Uit de vergelijking blijkt dat er een optimale elutiesnelheid is die correspondeert met een minimale schotelhoogte. Verhoging van de elutiesnelheid zal aan het begin een daling geven in de schotelhoogte totdat er een minimum bereikt wordt en naderhand grotere schotelhoogtes aangeven bij hogere elutiesnelheden. De vergelijking luidt als volgt:
{\displaystyle H=A+{\frac {B}{u}}+C\cdot u}
Waarbij
- H = schotelhoogte
- A = eddydiffusie
- B = longitudinale diffusie
- C = evenwichtintstelling
- u = elutiesnelheid

Als ervan uit wordt gegaan dat de pieken van een chromatogram de vorm hebben van een gausscurve hebben kunnen de termen A, B en C gebruikt worden om piekverbredingen uit te leggen.

## A-term - eddydiffusie
In gepakte kolommen moeten de moleculen van de te scheiden componenten een weg vinden langs de korrels van de kolom. Elk molecuul legt dan zijn eigen weg af. Hierdoor is het mogelijk dat het ene molecuul een langere afstand aflegt dan de andere. Verschillen in weglengtes zorgen voor een piekverbreding. Dit wordt turbulente of eddydiffusie genoemd. De variantie {\displaystyle \sigma ^{2}} die dan optreedt hangt af van de grootte van de korrels (diameter {\displaystyle d_{p}}), van de driedimensionale distributie van de pakking ({\displaystyle \lambda }, deze is 1 voor een perfect homogene pakking), en van de lengte {\displaystyle L} van de kolom:
{\displaystyle \sigma ^{2}=2\cdot \lambda \cdot d_{p}\cdot L}
In niet-gepakte (en dan meestal capillaire) kolommen is de eddydiffusie wegens gebrek aan "obstakels" verwaarloosbaar.
De elutiesnelheid speelt geen rol bij de piekverbreding als gevolg van verschillen in de weglengte.

## B-term - Longitudinale diffusie
Een tweede reden voor piekverbreding is longitudinale diffusie. Diffusie is de verplaatsing van moleculen van een plaats met een hoge concentratie naar een plaats met lagere concentratie ten gevolge van de willekeurige beweging van deeltjes.
De bewegingsrichting van moleculen is niet alleen afhankelijk van de bewegingsrichting van de mobiele fase.  Ten opzichte van de mobiele fase hebben moleculen ook een eigen snelheid. Deze snelheid wordt bepaald door het type molecuul, de temperatuur en de mobiele fase.
Longitudinale diffusie is vooral belangrijk als de mobiele fase een gas is.  In gassen is de afstand tussen moleculen veel groter dan in vloeistoffen, moleculen leggen daardoor makkelijk grotere afstanden af.  De grootte van de diffusie hangt samen met de diffusiecoëfficiënt (D) in de gebruikte mobiele fase.
De wiskundige behandeling toont aan dat verdeling van de moleculen in functie van de tijd {\displaystyle t} een gaussiaans profiel volgt, met als variantie:
{\displaystyle \sigma ^{2}=2\cdot D\cdot t}
De tijd {\displaystyle t} kan worden geschreven als functie van de lengte van de kolom {\displaystyle L} en de elutiesnelheid {\displaystyle u}:
{\displaystyle \sigma ^{2}=2\cdot D\cdot {\frac {L}{u}}}

## C-term - Transportweerstand
Transportweerstand is de laatste term die de piekverbreding bepaalt. 
Transportweerstand is de waarde voor de weerstand die moleculen ondervinden tijdens de overgang van mobiele naar stationaire fase en andersom. De evenwichtsinstelling van het analiet tussen de mobiele fase en de stationaire fase is namelijk relatief langzaam.
MF: mobiele fase; SF: stationaire fase
- Vooral de instelling van het evenwicht in de SF fase speelt een belangrijke rol hierin.  De ideale beschrijving van het chromatografieproces gaat uit van een momentane instelling van het concentratieevenwicht tussen de MF en de SF.  Als het begin van de hoeveelheid analiet op een plek in de kolom aankomt gaat een deel van de stof uit de MF naar de SF, tot voor de bovenste laag van de SF het concentratieevenwicht bereikt is.  Door diffusie verdeelt de stof zich vervolgens naar de diepere lagen van de SF.  Door de diffusie zal de concentratie analiet in de bovenste laag dalen waardoor er meer analiet uit de MF in de SF kan oplossen.  Het zal altijd enige tijd duren voordat de concentratie in de hele MF fase dezelfde waarde heeft.  Het begin van de hoeveelheid analiet in de MF heeft echter een vrij lage concentratie, er lost dan weinig analiet op in de SF.  Naarmate het centrale deel van de hoeveelheid analiet op de plek in de kolom komt, zal de concentratie ervan in de MF stijgen.  De concentratie analiet in de buitenste laag van de SF kan daardoor ook stijgen, maar daardoor is in de SF weer diffusie mogelijk naar de diepere lagen.  Het effect van dit alles is, dat de concentratie van het analiet in de SF tijdens het eerste deel van het passeren ervan gemiddeld lager is dan de evenwichtswaarde - bovenin is er evenwicht, onderin is de concentratie lager.  De gemiddelde waarde is dus lager dan de evenwichtswaarde.  Zolang de concentratie van het analiet in de MF stijgt zal dat altijd waar zijn.  Tijdens het eerste deel van het passeren van het analiet zal de concentratie ervan in de SF na-ijlen.
- Tijdens het passeren van het laatste deel van de hoeveelheid analiet neemt de concentratie ervan in de MF af.  De concentratie in de bovenste laag van de SF is te hoog, er zal analiet uit de SF fase naar de MF gaan.  De concentratie analiet in de bovenste laag SF daalt.  Daardoor zal er diffusie gaan optreden vanuit de diepere lagen naar de bovenste laag van de SF.  Er ontstaat een concentratiemaximum in de SF waarvandaan naar twee kanten analiet weg diffundeert: naar de diepere lagen SF waarin de concentratie nog niet op de evenwichtswaarde is, én naar de bovenste laag waarin de concentratie alweer aan het dalen is.  Als de concentratiepiek onder in de SF is aangekomen vindt alleen diffusie naar boven toe plaats.  Nu geldt dat de concentratie analiet in de SF groter is dan de evenwichtsconcentratie die hoort bij de concentratie in de MF.  Tijdens het passeren van het laatste deel van de hoeveelheid analiet zal dit steeds waar zijn,  ook tijdens het laatste deel van het passeren van de analiet zal de concentratie in de SF na-ijlen.
- Het totale effect is dat tijdens de passage van analiet altijd piekverbreding zal optreden.
- Als de mobiele fase sneller beweegt, zal het verschil tussen de evenwichtsconcentraties en de werkelijke waarden groter zijn, met extra piekverbreding tot gevolg.

Uit het bovenstaande volgt dat in deze term de variantie afhangt van de elutiesnelheid {\displaystyle u} en de lengte van de kolom {\displaystyle L}. Verder hangt deze ook af van zowel het volume mobiele als stationaire fase, transfer van deeltjes in grotere volumes zal immers meer tijd vergen. Voor relatief dunne, cilindervormige kolommen kan het volume van zowel de mobiele als stationaire fase worden benaderd door een functie van het kwadraat van de diameter ({\displaystyle d_{f}} voor de filmdikte van de stationaire fase, {\displaystyle d_{m}} voor de mobiele fase). De variantie hangt invers af van de diffusiecoëfficiënt {\displaystyle D}, een grote {\displaystyle D}, snelle diffusie, beperkt de piekverbreding.
Hieruit volgt:
{\displaystyle \sigma ^{2}=\left(cte_{1}\cdot {\frac {d_{f}^{2}}{D}}+cte_{2}\cdot {\frac {d_{m}^{2}}{D}}\right)\cdot u\cdot L}

## De Van Deemter-vergelijking
Uit de statistiek volgt dat de totale variantie mag worden uitgedrukt als de som van de varianties van de afzonderlijke bijdragen, dus
{\displaystyle \sigma ^{2}=\sigma _{\mathrm {eddy} }^{2}+\sigma _{\mathrm {diffusie} }^{2}+\sigma _{\mathrm {trans.weerst.} }^{2}}
Of dus
{\displaystyle \sigma ^{2}=2\cdot \lambda \cdot d_{p}\cdot L+2\cdot D\cdot {\frac {L}{u}}+\left(cte_{1}\cdot {\frac {d_{f}^{2}}{D}}+cte_{2}\cdot {\frac {d_{m}^{2}}{D}}\right)\cdot u\cdot L}
Omdat 
{\displaystyle H={\frac {\sigma ^{2}}{L}}}
Volgt
{\displaystyle {\begin{array}{rcl}H&=&\displaystyle 2\cdot \lambda \cdot d_{p}+{\frac {2\cdot D}{u}}+\left(cte_{1}\cdot {\frac {d_{f}^{2}}{D}}+cte_{2}\cdot {\frac {d_{m}^{2}}{D}}\right)\cdot u\\\\&=&\displaystyle A+{\frac {B}{u}}+C\cdot u\end{array}}}